# محمد سعيد الطنطاوي
الشيخ محمد سعيد الطنطاوي (1343- 1441 هـ/ 1924- 2019 م) معلم مرب وأديب وباحث وداعية إسلامي، على معرفة واسعة بالتاريخ الإسلامي ودراية بالأنساب. متخصص في الفيزياء والكيمياء، وعلم من علماء بلاد الشام. وهو أخو الشيخ علي الطنطاوي ويصغره بسبعة عشر عامًا.

محمد سعيد الطنطاوي في شبابه

## عن حياته
ولد عام 1343/ 1924م في مدينة دمشق، وهو الأخ الأصغر للشيخ الفقيه الأديب علي الطنطاوي، والقاضي الشاعر ناجي الطنطاوي، والدكتور بالرياضيات عبد الغني الطنطاوي. 
توفي والدُه الشيخ مصطفى الطنطاوي وهو رضيعٌ في شهره الثالث، وتوفِّيت والدتُه رئيفة بنت أبي الفتح الخطيب الحسَني شقيقة الأستاذ الكبير محبِّ الدين الخطيب وما يزال طفلًا في السابعة، فنشأ في ظلِّ أخيه الأكبر الشيخ علي الطنطاوي ورعايته. حصل على شهادتي المرحلتين المتوسِّطة والثانوية في دراسة حرَّة.
انتسب إلى قسم الفيزياء والكيمياء والرياضيات في كلية العلوم بالجامعة السورية (جامعة دمشق) أول افتتاحها. من كبار المربِّين، وألمع مدرِّسي الفيزياء والكيمياء والرياضيات، امتاز بمعرفة التاريخ واستحضار أحداثه وأشخاصه، وحفظ الشعر ونظمه، ونشر العديد من الرسائل والمقالات، وكان لديه مشاريع علمية كثيرة بدأ بها ولم يكمل إنجازها، منها ما يتصل بتاريخ مكة المكرمة وله تصحيحات على كثير من الكتب، وتقريرات علمية دقيقة عن بعضها الآخر، بحسب ما ذكرته قناة حلب اليوم. ترك سوريا في ظل حكم نظام الأسد، وتوجه للإقامة في مكة المكرمة، شغل منصب المستشار العلمي لرئيس جامعة أم القرى، ثم انتقل في آخر عمره إلى مدينة جدة في السعودية حيث وافته المنية فيها.

## مؤلفاته
نُشر له عددٌ من البحوث في سلسلة الرسائل التي أخرجتها لجنة مسجد الجامعة (جامعة دمشق)، منها:
1. (مأدبة الشيطان قذرةٌ مسمومة فاحذَرها وحذِّر منها!)
2. (هل في الشرِّ خير؟)
3. (من الظُّلمة إلى النور)
4. (عزُّ الدين القسَّام)
5. (عبد الحكيم الأفغاني)
6. (14 ربيع الأوَّل)
7. (شمس الأئمَّة السَّرَخْسيُّ ذاكرةٌ مدهشة ومكتبةٌ متنقِّلة)
8. (سعيد بن المسيَّب)
9. (صورٌ ومواقفُ قُبَيل المعركة)
10. (صفحاتٌ من سيرة الفاروق)
11. (محمَّد عبده)
12. (جمال الدين الأفغاني)
13. وحقَّق كتاب (رحلة الشتاء والصيف) لمحمد بن عبد الله الحسيني (ت 1070 هـ) من منشورات المكتب الإسلامي.

وانتدبه الشيخ المربِّي عبد الرحمن الباني المفتش الاختصاصيُّ لمادَّة التربية الإسلامية بوِزارة المعارف السورية إلى تأليف عددٍ من مقرَّرات مادَّة التاريخ الإسلاميِّ لطلَّاب المعاهد والثانويات الشرعية، فيما أُسميَ (أعلام المسلمين)، وأسهم الشيخ عليٌّ الطنطاوي في وضع المنهج.

## وفاته
توفي يوم الثلاثاء 25 المحرم 1441 هـ الموافق 24 سبتمبر 2019م، في مستشفى الدكتور سليمان فقيه بمدينة جدة عن عمر يناهز 96 عامًا.